# Керамік (Можгинський район)
Кера́мік (рос. Керамик) — пристанційне селище в Можгинському районі Удмуртії, Росія.
Урбаноніми:
- вулиці — Зелена, Лісова, Лучна, Соснова, Цегляна

## Населення
Населення — 1034 особи (2010; 1194 в 2002).
Національний склад станом на 2002 рік:
- росіяни — 61 %
- удмурти — 27 %